# Calendes
Les calendes (en latin archaïque : kǎlendāī, -āsōm ; en latin classique : kǎlendae, -ārum) étaient le premier jour de chaque mois dans le calendrier romain, celui de la nouvelle lune quand le calendrier suivait un cycle lunaire (années de Romulus et de Numa Pompilius).
Ce jour-là, les pontifes annonçaient la date des fêtes mobiles du mois suivant et les débiteurs devaient payer leurs dettes inscrites dans les calendaria, les livres de comptes, à l'origine du mot calendrier.
C'est Auguste qui popularisera les « calendes grecques », pour évoquer une action repoussée indéfiniment.

## Étymologie
Ce terme archaïque proviendrait de l'étrusque, ce qui pourrait expliquer le maintien de la lettre k dans l'écriture des dates, lettre dont les Romains s'étaient quant à eux rapidement débarrassés au profit de c (les rares mots latins en k sont en effet souvent d'origine étrangère).
Une autre explication donne une origine purement latine : il proviendrait du latin calenda (« ce qui doit être appelé ») du verbe calare (« appeler »).

## Décompte des jours
Pour trouver la date calendaire latine, il faut compter le nombre de jours jusqu'à la nouvelle lune ou jusqu'au début du mois suivant et ajouter deux à ce nombre. Par exemple, le 22 avril est le dixième jour avant les calendes de mai, parce qu'il reste huit jours auxquels on ajoute deux.
Ainsi, les calendes de Mars sont les jours intercalaires avant le premier jour du mois de mars qui est le premier mois de l'année romaine.

## Fêtes
Chaque mois, les calendes étaient consacrées à Junon, comme les ides l'étaient à Jupiter. Junon était dite Junon calendaire ou mensale.
Les calendes de janvier se disaient Saturnales, que les romains célébraient à la fin du mois de décembre.
Les Matronalia (en latin : Mātrōnālǐa, - ǐum) : fêtes célébrées aux calendes de mars par les dames romaines.
Les Fabaries (en latin : fabariae Kalendae) étaient les calendes de juin, où l'on offrait aux dieux les fèves nouvelles.

## Héritage linguistique
Ce mot est à l'origine de plusieurs termes et expressions utilisés en français.
Le calendrier dérive de l'adjectif calendarium (« calendaire »), qui désignait un registre de comptes (que l'on apurait le premier du mois ; le calendarium était proprement le « registre des échéances ») et, partant, le calendrier est, originellement, le registre sur lequel l'on note les événements liés à une date précise du mois. Le mot français provient directement de l'adjectif latin, avec un sens plus général.
« Renvoyer aux calendes grecques » (Ad kalendas graecas) signifie « repousser indéfiniment la réalisation d'une action ». En effet, les Grecs n'ayant jamais eu de calendes, l'expression fait référence à une date inconnue. Les calendes grecques, tout comme la Saint-Glinglin, évoquent de manière ironique une date qui semble fixée mais qui en fin de compte n'aura jamais lieu.